# Nyaguineasköldpadda
Nyaguineasköldpadda (Carettochelys insculpta) är en sötvattenslevande sköldpadda som förekommer i norra Australien och på södra Nya Guinea. Den är den enda nu levande arten i familjen Carettochelyidae och den enda arten i underfamiljen Carettochelyinae och släktet Carettochelys. Två underarter finns beskrivna, C. i. insculpta (Ramsay, 1887) och C. i. canni (Wells, 2002).
Det finns ingen liknande nu levande sötvattenssköldpadda. Den är den till vatten bäst anpassade sköldpaddan förutom havssköldpaddan. Den utmärker sig genom sin äggläggning; sköldpaddan är fullt utvecklad i ägget i ett ideliknande stadium tills regnperioden börjar. Då kläcks alla äggen i äggredet samtidigt, vilket ökar chansen för gemensam överlevnad.

## Kännetecken
Sköldpaddan kan nå en storlek på upp till 70 centimeter och en vikt på uppemot 20 kg. Dess ryggsköld är grågrön eller gråbrun och försedd med ett mjukt, gropigt skinnartat yttre skikt. Extremiteterna är breda och påminner något om de fenliknande extremiteter som ses hos havssköldpaddor, ett särdrag som skiljer arten från andra sötvattenslevande sköldpaddsarter. Sköldpaddans nos har även den ett utseende som är karaktäristiskt, den påminner något om ett gristryne.
Sköldpaddan liknar inte någon annan sötvattenssköldpadda. Den är den till den akvatiska livsstilen bäst anpassade sköldpaddan, förutom havssköldpaddor. Plastronen är gräddfärgad. Fötterna är fenor, något liknande havssköldpaddors. Hannarna skiljs från honorna genom deras längre och smalare svansar. Till skillnad från mjuksköldsköldspaddor i familjen trionychidae har nyaguineasköldpaddan en kupolförsedd benig ryggsköld under dess skinnartade hud, snarare än en platt platta. De har även en solid plastrong, som är kopplad till ryggskölden genom en stark benig näsrygg, snarare än den mjuka kant som är hos trionychider.
Arten är köttätande, och äter många olika växter och djur, samt frukter och blad från fikon samt mollusker och insekter, med mera. De är även kända för att äta känguru- och nötkreaturskroppar, samt alla andra döda djur som kommer in i de flodsystem som de bor i. Honorna blir inte könsmogna före 18 års ålder och hannarna runt 16 år. De lägger sina ägg under torrsäsongen på sandiga flodbankar. När avkomman är fullt utvecklad stannar de i ägget i dvala och kläcks inte förrän äggen har översvämmats med vatten eller igångsätts av ett plötsligt lufttrycksfall från en annalkande storm. Dessa igångsättare tillsammans med vibrationen som orsakas av andra kläckande sköldpaddor i samma äggrede ger en bättre överlevnadschans. Att de använder en universell igångsättare medför att de kläcks samtidigt. Detta ger inte bara säkerhet bland mängden, utan ju fler sköldpaddor som kläcks, desto mer hjälp har de att gräva sig genom sanden. Dessutom ger det fördelen att oavsett hur sent som regnperioden är kommer de alltid att kläckas när det har börjat regna.

## Levnadssätt
Denna art har ett huvudsakligen akvatiskt levnadssätt. Ett av de tillfällen då honorna lämnar vattnet är dock vid äggläggningen. Honorna gräver ut en grund håla i vilka de sedan lägger äggen.
Födovalet är varierat, sköldpaddorna är dels aktiva jägare som tar små fiskar och olika slags små ryggradslösa djur, men de äter även en del växtdelar.